# Marlena Shaw
Marlena Shaw (New Rochelle, 22 settembre 1942 – 19 gennaio 2024) è stata una cantante statunitense, la cui carriera di cantante iniziò negli anni '60; la sua musica fu spesso campionata nella musica hip hop e utilizzata negli spot televisivi.

## Biografia

### Origini
Marlena Shaw nacque il 22 settembre 1942 a New Rochelle, New York. Si accostò per la prima volta alla musica grazie a suo zio Jimmy Burgess, un trombettista jazz. In un'intervista con il New York Times, disse al giornalista "Lui, Jimmy Burgess, mi ha introdotto alla buona musica attraverso i dischi - Dizzy [Gillespie], Miles [Davis], un mucchio di pezzi gospel, e da Al Hibbler, che sa davvero come esprimere una canzone." Nel 1952 Burgess la portò sul palco dell'Apollo Theatre di Harlem per cantare con la sua band, nonostante la contrarietà della madre, non volendo che la figlia andasse in tour con suo zio in così giovane età. Shaw si iscrisse al New York State Teachers College di Potsdam (in seguito conosciuta come la State University di New York a Potsdam) per studiare musica, abbandonandola però poco tempo dopo.

### Carriera
Marlena Shaw iniziò a fare apparizioni di canto nei jazz club in ogni ritaglio di tempo disponibile. La più notevole di queste apparizioni fu nel 1963, quando lavorò con il trombettista jazz Howard McGhee. Avrebbe dovuto suonare al Newport Jazz Festival con McGhee e la sua band, ma lasciò il gruppo dopo aver litigato con uno dei membri della band. Nello stesso anno ottenne un'audizione con il talent scout dell'etichetta Columbia John Hammond. La Shaw non si esibì bene durante l'audizione perché era troppo nervosa. Imperterrita continuò a cantare in piccoli club fino al 1966. La sua carriera decollò nel 1966 quando ottenne un concerto con la catena Playboy Club di Chicago. Fu attraverso questo concerto che incontrò i rappresentanti dell'etichetta musicale Chess Records e presto firmò con loro. Pubblicò i suoi primi due album sulla loro controllata Cadet Records. Una traccia dell'album del 1969 "California Soul", una melodia funk-soul scritta da Ashford & Simpson e originariamente pubblicata come singolo dal quintetto pop americano The 5th Dimension, divenne in seguito un punto fermo nella scena rare groove del Regno Unito. Questa canzone apparve in spot televisivi per i camion Dockers, KFC e Dodge Ram. Incapace di trovare il proprio stile con la Chess, nel 1972 si trasferì alla Blue Note Records, orientata al jazz.
Nel 1977 pubblicò un LP, Sweet Beginnings, sulla Columbia comprendente, probabilmente, il momento più bello della Shaw: Yu Ma/Go Away Little Boy, un medley contenente il vecchio standard di Goffin e Carole King, originariamente registrato da Nancy Wilson. Venne incluso nell'album anche la traccia Look At Me, Look At You, popolare nella rara scena groove del Regno Unito. Cantò poi la sigla "Don't ask to stay until tomorrow" dal film del 1977 Looking for Mister Goodbar. Registrò anche uno dei più grandi successi dell'era disco, un remake di "Touch Me in the Morning", anch'esso per la Columbia Records.
Nel 1982 registrò la ballata di Gary Taylor dal titolo "Without You In My Life" dall'LP Let Me In Your Life prodotta congiuntamente da Johnny Bristol e Webster Lewis su South Bay Records. Ciò ebbe un discreto successo nelle classifiche negli Stati Uniti. Nel 1983 registrò la parte vocale di "Could It Be You", un brano di Phil Upchurch nel suo album Name Of The Game.
Nel 1999, nel 2001 e di nuovo nel 2007, fu una degli interpreti al North Sea Jazz Festival nei Paesi Bassi.
Il 25 giugno 2019 il The New York Times Magazine elencò Marlena Shaw tra le centinaia di artisti il cui materiale andò probabilmente distrutto nell'incendio della Universal Studios di Hollywood del 2008.

### Decesso
Morì il 19 gennaio 2024 all'età di 81 anni.

## Discografia parziale
Elenco scelto

### Album
- Out of Different Bags (Cadet, 1967)
- The Spice of Life (Cadet, 1969)
- Marlena (Blue Note, 1972)
- From the Depths of My Soul (Blue Note, 1973)
- Marlena Shaw Live at Montreux (Blue Note, 1974)
- Who Is This Bitch, Anyway? (Blue Note, 1975)
- Just a Matter of Time (Blue Note, 1976)
- Sweet Beginnings (Columbia, 1977)
- Acting Up (Columbia, 1978)
- Take a Bite (Columbia, 1979)
- Let Me in Your Life (South Bay, 1982)
- It Is Love (Verve, 1987)
- Love Is in Flight (Polydor/Verve, 1988)
- Dangerous (Concord Jazz, 1996)
- Elemental Soul (Concord Jazz, 1997)
- Live in Tokyo (441 Records, 2002)
- Lookin' for Love (441 Records, 2004)

### Come ospite
Con Benny Carter
- Benny Carter Songbook (MusicMasters, 1996)
- Benny Carter Songbook Volume II (MusicMasters, 1997)

Con Buddy Montgomery
- Ties of Love (Landmark, 1987)